# Gurtam
Gurtam (белор. гуртам — вместе) — разработчик программного обеспечения в области спутникового мониторинга и телематики.
Основные продукты компании:
- Wialon — универсальная платформа для GPS-мониторинга и IoT. Предлагает следующие возможности: онлайн-мониторинг ТС на карте, контроль потребления топлива, сбор данных с датчиков и контроль стиля вождения и т.д.;
- flespi — телематическая бэкенд-платформа для унифицированного взаимодействия между различными типами устройств и бизнес ПО.

## Деятельность
Gurtam работает по модели B2B, сотрудничая с партнерами-интеграторами и производителями оборудования по всему миру. Более 2,500 поставщиков телматических решений в более чем 150 странах по всему миру оказывает своим клиентам услуги, используя продукты Gurtam. 
Основной продукт компании Gurtam – Wialon, универсальная платформа для GPS-мониторинга и IoT. Платформа представлена в облачной версии Wialon Hosting и как серверное решение Wialon Local. Также компания разработала систему GPS-Trace — бесплатный сервис для персонального мониторинга (персонала, близких, домашних животных) и мониторинга небольших автопарков. С 2017 года компания занимается активной разработкой и внедрением бекэнд продукта flespi — PaaS-решения для работы с телематическими данными.

## История
| Дата      | Событие |
| --------- | --- |
| 2002—2004 | Первые шаги команды Gurtam в разработке программного обеспечения для системы спутникового мониторинга транспорта. |
| 2006      | Выход компании Gurtam на рынок с системой Wialon, которая предлагала пользователю базовые функции спутникового мониторинга.                                                                                                  |
| 2007      | Релиз сервиса GPS-Trace для некоммерческого использования с возможностью зарегистрировать в системе до 5 объектов, включая одно транспортное средство. Меньше чем за 10 лет GPS-Trace получил распространение в 159 странах. |
| 2011      | Партнерская сеть компании действует в 50 странах после присоединения к сообществу Wialon компании из Грузии. |
| 2016      | Количество объектов мониторинга в системе Wialon по всему миру достигло 1 000 000. |
| 2017      | Релиз PaaS бек-энд решения flespi. |
| 2018      | Запуск дата-центра в США. |
| 2020      | Gurtam основал первый в мире конкурс проектов в сфере IoT – IoT Project of the Year. |
| 2021      | Gurtam присоединился к Ассоциации IoT M2M Council. |